# On Deadly Ground
On Deadly Ground és una pel·lícula de 1994 produïda, dirigida i protazonitzada per Steven Seagal, i co-protagonitzada per Michael Caine, Joan Chen, John C. McGinley, R. Lee Ermey, Kenji Nakano, i Billy Bob Thornton. La pel·lícula es va mantenir en la posició # 1 a la taquilla i va obtenir 38,6 milions de dòlars en les taquilles nord-americanes, el doble en el còmput mundial.

## Argument
A les plataformes petrolieres d'Alaska, Forrest Taft (Steven Seagal, que debuta com a director) treballa com a especialista en l'extinció d'incendis en els pous de petroli. Tanmateix, molt més perillós que això és enfrontar-se a Michael Jennings, president d'una companyia petroliera que ha obtingut enormes beneficis a costa de posar en perill el medi ambient. En aquesta batalla, Taft compta amb el suport d'una activista nativa i de qualsevol que s'oposi a la companyia.

## Repartiment
- Steven Seagal com Forrest Taft.
- Michael Caine com Michael Jennings.
- Joan Chen com Masu.
- John C. McGinley com MacGruder.
- R. Lee Ermey com Stone.
- Shari Shattuck com Liles.
- Billy Bob Thornton com Homer Carlton.
- Richard Hamilton com Hugh Palmer.
- Chief Irvin Brink com Silook.
- Apanguluk Charlie Kairaiuak com Tunrak.
- Elsie Pistolhead com Takanapsaluk.
- John Trudell com Johnny Redfeather.
- Mike Starr com Big Mike.
- Sven-Ole Thorsen com Otto (com Swen-Ole Thorsen).
- Jules Desjarlais com Eskimo.

## Crítica
On Deadly Ground va rebre crítiques molt dolentes. Fou nominada a 6 premis Razzies, enduent-se l'estatueta al Pitjor Director, per Steven Seagal.